# Carmen Casteiner
Carmen Casteiner (Bolzano, 27 settembre 1954) è un'ex tuffatrice italiana.

## Biografia
Carmen Casteiner è stata campionessa italiana di tuffi negli anni settanta. Ha vinto l'oro per cinque anni consecutivi, dal 1972 al 1976 dalla piattaforma (10 metri) e ha conquistato 3 titoli italiani indoor nella stessa disciplina. Ha preso parte alle Olimpiadi estive 1976, in cui si è classificata diciannovesima. È stata giudice per la Ligue Européenne de Natation (LEN) nel 2005.
Nota anche per essere la madre di Tania Cagnotto, di cui è stata la prima allenatrice, e la moglie di Giorgio Cagnotto, ambedue campioni nella stessa disciplina sportiva.